# Geschichte Irlands (1536–1801)
Die Geschichte Irlands der Jahre 1536 bis 1801 ist geprägt von der vollständigen Besitzergreifung Irlands durch England bis zur Vereinigung Großbritanniens und Irlands mit dem Act of Union 1801.

## Rückeroberung und Rebellion (1536–1607)
Irland im Jahr 1500 war geprägt durch die unvollendete anglo-normannische Invasion, die im 12. Jahrhundert begann. Viele ansässige Iren wurden aus verschiedensten Gebieten (vor allem im Osten und Südosten) vertrieben und stattdessen englische Arbeiter und Bauern angesiedelt. Doch der Einflussbereich der Engländer schwand immer mehr und so kam es, dass in den Lordschaften außerhalb des Pale – einem Gebiet rund um Dublin – die Macht der (englischen) Autorität in Dublin kaum wahrgenommen wurde. Die Macht außerhalb des Pale ging mit der Zeit nahezu komplett auf die wichtigste anglo-normannische Dynastie, die Fitzgeralds of Kildare, über, deren Anführer bis 1531 als Stellvertreter der englischen Krone in Irland tätig war. Doch die Loyalität der Fitzgeralds gegenüber der Krone wurde immer schwächer (die Fitzgeralds hatten sogar Truppen aus dem Burgund nach Dublin eingeladen, um 1497 bei der Krönung des Betrügers Lambert Simnel als König von England anwesend zu sein). Der letzte ausschlaggebende Faktor entstand im Jahr 1536, als Silken Thomas Fitzgerald zur offenen Rebellion gegen die englische Krone aufrief, nachdem seine Rivalen, die Butlers of Ormonde, zum Stellvertreter der englischen Krone ernannt wurden. Nach der Niederschlagung der Rebellion mit der Hinrichtung von Silken Thomas entschied sich Heinrich VIII., die irische Insel wieder komplett unter englische Kontrolle zu bringen, damit sie nicht zum Ausgangspunkt einer feindlichen Invasion der britischen Inseln wurde (ein Bedenken, das für weitere 400 Jahre bestehen bleiben sollte). Heinrich VIII. suchte einen Weg, um das Gebiet des Pale zu schützen sowie einen „Ersatz“ für die Fitzgeralds.

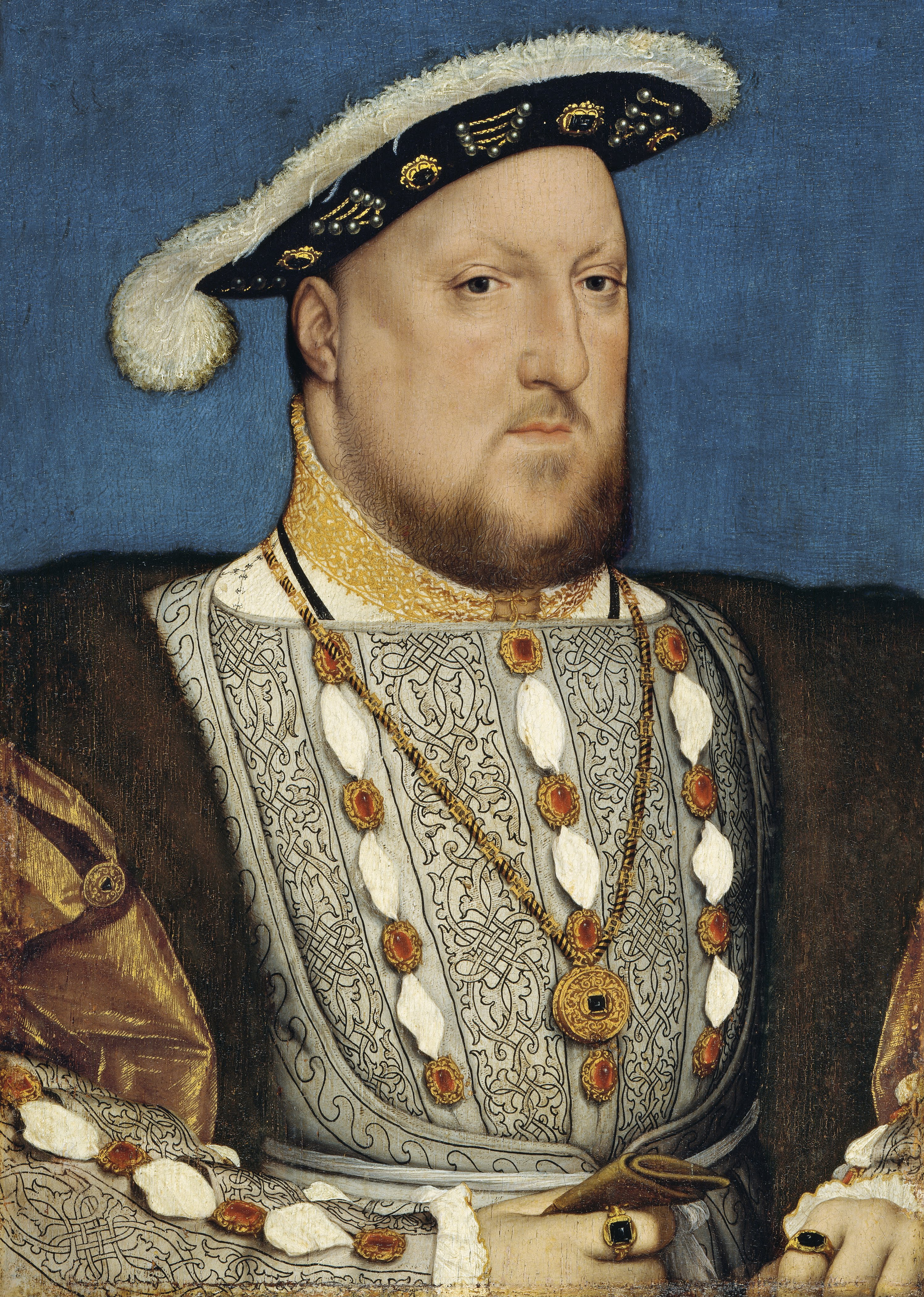
Heinrich VIII.

Mit der Hilfe von Thomas Cromwell führte der König die Politik von Zuckerbrot und Peitsche ein. Man erweiterte den Schutz durch die englische Krone auf die gesamte Elite in Irland (ohne Berücksichtigung von ethnischer Zugehörigkeit), verlangte im Gegenzug aber die Einhaltung der Gesetze der zentralen Regierung sowie die offizielle Kapitulation der irischen Lords gegenüber der Krone, um so per königlicher Charta ihren Titel offiziell zu erhalten (und somit auch am Parlament teilnehmen zu können). Der Schlüsselpunkt dieser Reform war die Überführung der Lordschaft Irland durch ein Statut des irischen Parlaments im Jahr 1541 in ein Königreich. Dies geschah auf Drängen von Heinrich VIII., weil ihm der Titel ursprünglich vom Papst gewährt und Heinrich VIII. von der katholischen Kirche exkommuniziert worden war, so dass der Titel nicht länger gültig war. Weiterhin wollte man mit diesem Schritt die gälischen (bzw. gälisierten) oberen Klassen stärker an die Krone binden. Praktisch stimmten alle Lords diesen neuen Privilegien zu – machten aber weiter wie bisher. Die eigentliche Macht in Irland lag auch nicht beim Parlament, sondern beim Lord Deputy of Ireland – dem königlichen Stellvertreter in Irland. Das Parlament tagte nur dann, wenn es vom Lord Deputy einberufen wurde, wenn dieser neue Gesetze oder Steuern erlassen wollte. Dem Lord Deputy beratend zur Seite stand der sogenannte irische Kronrat.
Heinrichs kirchliche Reformen – obwohl nicht so streng wie in England – verursachten hingegen Unruhe. Sein Stellvertreter in Irland, Lord Deputy Anthony St Leger, erkaufte sich die Opposition mittels Ländereien, die zuvor den Klöstern entwendet worden waren.
Nach dem Tod Heinrichs VIII. im Jahr 1547 wurde es für die Stellvertreter der Krone in Irland noch schwieriger, die Gesetze der Zentralregierung durchzusetzen. Nacheinander brachen mehrere Rebellionen aus. Die erste in den 1550er Jahren in Leinster, als die Clans der O’Moore und O’Connor im Zuge der Plantations umgesiedelt werden sollten. In den 1560er Jahren endete der englische Versuch in einem internen Konflikt des O’Neill-Clans in einer langjährigen Auseinandersetzung zwischen dem Lord Deputy von Sussex und Shane O’Neill, dem Anführer des Clans. Andere Clans, wie zum Beispiel die O’Brynes und O’Tooles, überfielen weiterhin (wie sie es schon immer getan hatten) das Gebiet des Pale. Die wohl gewalttätigste Aktion fand in Munster in den 1560er bis 1580er Jahren statt, als die Fitzgeralds of Desmond die Desmond-Rebellionen starteten, um das englische Eindringen auf ihrem Gebiet zu unterbinden. Neben einigen äußerst brutalen Schlachten wurden gezielt Hungersnöte provoziert, in denen fast ein Drittel der Bevölkerung der Provinz starb. Endgültig wurde die Rebellion im Jahr 1583 niedergeschlagen, als der Earl of Desmond getötet wurde.
Es gab zwei Gründe für die andauernde Gewalt in Irland und die Probleme, welche die englische Regierung dort hatte. Erstens die Aggressivität der englischen Soldaten und Verwalter – ganze Garnisonen hielten sich nicht an die Gesetze, töteten örtliche irische Anführer und Lords oder beschlagnahmten und plünderten Privatbesitz. Das zweite Problem war die Unvereinbarkeit zwischen gälisch-irischer Gesellschaft und englischer Regierung. Nach irischem Brauch wurde ein Clanführer durch eine Adelslinie gewählt (was nicht selten zu internen Auseinandersetzungen führte). Unter der Siedlungspolitik von Heinrich VIII. sollte die Nachfolge jedoch nach englischem Brauch durchgeführt werden, das heißt, dass der erstgeborene Sohn die Nachfolge übernahm (Primogenitur). Durch die ständige Missachtung dieses Gesetzes waren die Engländer dazu gezwungen, in Streitigkeiten Partei zu ergreifen, was die unterlegenen Parteien wiederum gegen die Engländer aufbrachte.

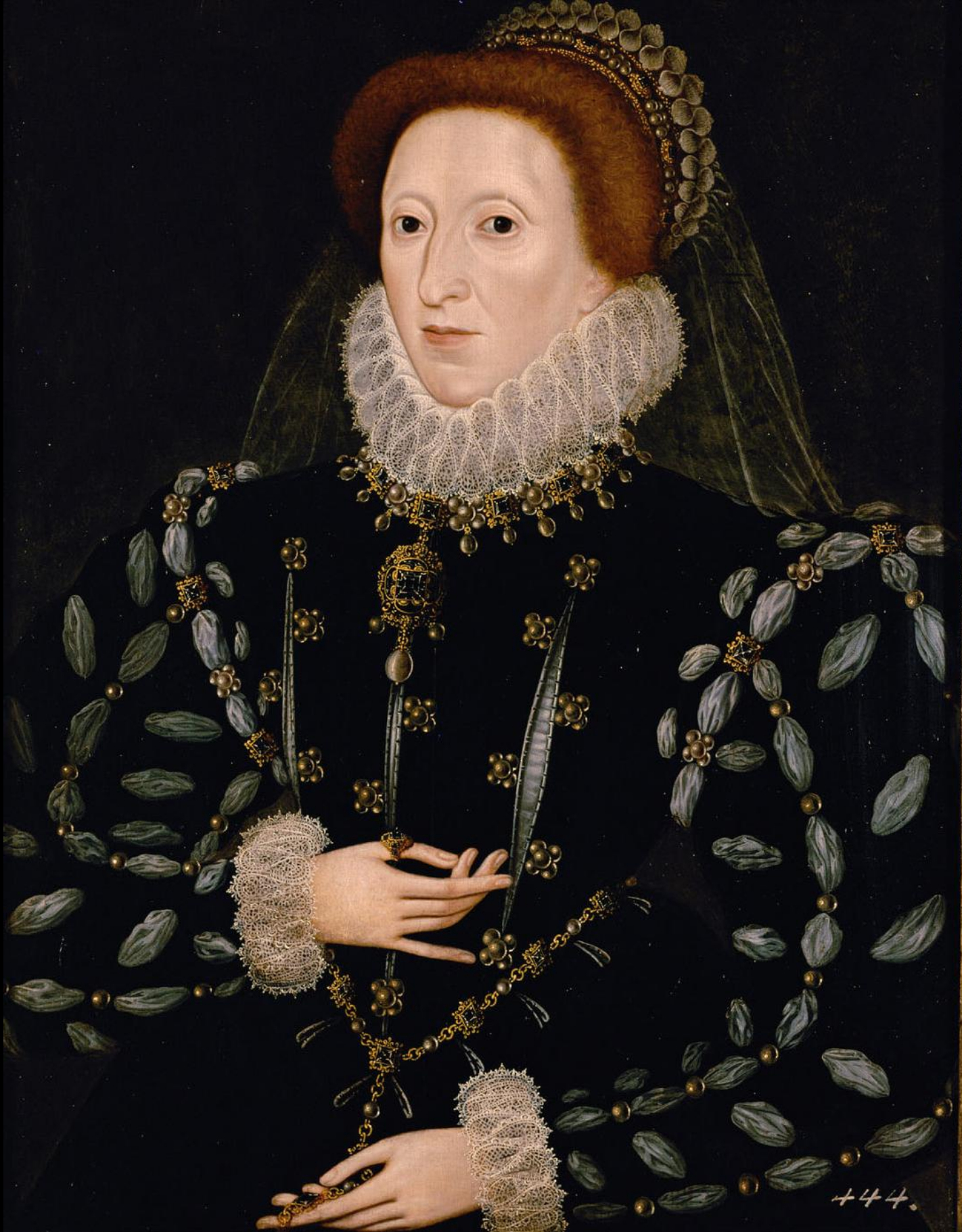
Elisabeth I.

1559 bestieg Elisabeth I. den englischen Thron und versuchte Irland mit einer Reihe von Plänen zu „befrieden“. Der erste Versuch beinhaltete militärische Gewalt, bei dem kriegerische Gegenden (zum Beispiel die Wicklow Mountains) durch eine kleine Zahl englischer Truppen unter Kommandanten der sogenannten Seneschallen besetzt wurden. Die Seneschallen hatten die Macht, das Kriegsrechts auszurufen, unter dem Exekutionen ohne Gerichtsverfahren möglich waren. Für jede Person, die im Machtbereich eines Seneschallen lebte, musste der ansässige Lord bürgen. Die sogenannten „masterless men“ (also Personen ohne Bürgschaft eines Lord) konnten jederzeit getötet werden. Die englische Krone hoffte, dass die irischen Lords so mehr Druck auf ihre Untergebenen ausüben würden, doch die beliebigen Hinrichtungen brachten die irischen Lords noch viel mehr gegen die Engländer auf.
Dieser Fehlschlag führte die Engländer zu weiteren – auf längere Sicht ausgelegten – Plänen, die irische Insel zu befrieden und zu anglisieren. Einer dieser Pläne war die sogenannte composition; private Armeen wurden abgeschafft und Provinzen vollständig von englischen Truppen unter dem Kommando eines Gouverneurs (genannt Lords President) besetzt. Im Gegenzug wurden die mächtigsten Lords von der Steuer befreit. Die Durchsetzung dieses Plans führte jedoch zu noch mehr Gewalt, vor allem im Connacht, wo die MacWilliam Burkes einen erbitterten Kampf gegen den englischen Provinzialpräsident Sir Richard Bingham führten. Doch in einigen Gegenden hatte dieser Plan Erfolg, zum Beispiel in Thomond, wo er von der herrschenden O’Brien-Dynastie unterstützt wurde.
Der zweite Plan dieser Art waren die Plantations: Gebiete in Irland, in denen gezielt englische und schottische Einwanderer angesiedelt wurden, um die englische Kultur und Loyalität zur Krone auf die irische Insel zu bringen. Den Versuch von Plantations gab es bereits in den 1550er Jahren in Laois und Offaly sowie in den 1570er Jahren in Antrim – jeweils mit wenig Erfolg. Doch gegen Ende der Desmond-Rebellionen (Anfang der 1580er Jahre) wurden große Landflächen in Munster kolonisiert. Den größten Teil dieser Landflächen erhielt Sir Walter Raleigh, der diese jedoch später an Sir Richard Boyle verkaufte. Boyle wurde zum Earl of Cork und zum wohlhabendsten Mann der frühen Stuart-Monarchen. Natürlich heizte die Landenteignung zum Zwecke der Plantations den Hass der Iren auf die Engländer noch weiter an.
Der kritische Punkt der Elisabethanischen Eroberung von Irland kam, als man versuchte, die Macht auf das Gebiet von Ulster und des Clans von Hugh O’Neill (dem mächtigsten Lord in Irland zu dieser Zeit) auszuweiten. O’Neill wehrte sich mit Waffengewalt und startete den Neunjährigen Krieg (1594 bis 1603), der die ganze Insel erfasste und zum Ziel hatte, die englische Autorität komplett von der irischen Insel zu vertreiben. O’Neill gelang die Aufstellung eines aus etwa 10.000 Iren bestehenden Heeres. Diese Streitmacht war mit zahlreichen Musketen bestens ausgerüstet, welche die Iren mit spanischem Gold in Schottland gekauft hatten. Die Iren wurden von Spanien nicht nur durch finanzielle Mittel, sondern auch durch die Entsendung von Festungsingenieuren unterstützt. O’Neill setzte nicht nur auf die Iren gälischer Abstammung, sondern versuchte zusätzlich die „Alt-Engländer“ (Englische Siedler aus anglo-normannischer Zeit, die katholisch geblieben waren) für seine Sache zu gewinnen. Aufgrund der in Irland vorherrschenden Armut dienten zahlreiche Iren als Söldner im spanischen Heer, wo sie wichtige militärische Erfahrungen sammelten. Ein zur Bekämpfung von O’Neills Truppen ausgesandtes, englisches Heer wurde bei Clontibret überraschend von diesen angegriffen und vernichtend geschlagen. Drei Jahre später, am 14. August 1598, kam es bei Yellow Ford zu einer weiteren Schlacht, welche ebenfalls mit einer schweren englischen Niederlage endete.
Königin Elisabeth I. setzte 1600 Lord Mountjoy als neuen Lord Deputy in Irland ein. Dieser sorgte im Norden Irlands für die Vernichtung der Ernte und ließ die dortigen Viehherden beschlagnahmen, um den Aufständischen ihre Nahrungsgrundlagen zu entziehen. Mountjoys weiterer Vorstoß nach Ulster wurde jedoch von O’Neill und seinen Truppen vom 2. bis zum 3. Oktober 1600 am Moyry-Pass gestoppt. Unterstützung erhielt O’Neill am 21. September 1601 in Form von 3500 spanischen Soldaten, die in Kinsale an Land gingen und von König Philipp III. gesandt wurden. Englische Truppen unter Mountjoy begannen wenig später mit der Belagerung der Stadt. Ende Dezember traf O’Neill mit seinem Heer bei Kinsale ein, um die Belagerung gewaltsam zu beenden. Der Versuch scheiterte, und die spanische Garnison kapitulierte. Nach einigen weiteren Kampfhandlungen handelte O’Neill 1603 einen Waffenstillstand mit den Engländern aus. Da sich Irland nun wieder gänzlich unter englischer Kontrolle befand, verließen zahlreiche Angehörige des irischen Adels, darunter auch O’Neill, im Jahre 1607 ihr Heimatland, wobei man von der „Flight of the Earls“ (Grafenflucht) sprach. Zur Vergeltung für den Aufstand wurden zahlreiche irische Grundbesitzer enteignet.

## Eine neue Ordnung? (1607–1641)
In den frühen Jahren des 17. Jahrhunderts hatte es den Anschein, als solle Irland friedlich in die englische Gesellschaft integriert werden. Der erste (und wohl wichtigste) Schritt nach dem Sieg war die Entwaffnung der irischen Lordschaften und die Schaffung einer zentralen Regierung für das ganze Land. Irische Kultur, Gesetz und Sprache wurden unterdrückt und viele irische Lords verloren ihre Ländereien und ihre Titel.
Zu einer bis in die heutige Zeit folgenschweren Entwicklung kam es unter Elisabeths Nachfolger Jakob I. Unter dessen Regentschaft wurde seit 1609 die „Ulster Plantation“ durchgeführt. Im Zuge dieser Plantation wurden ca. 80.000 englische, schottische und walisische Siedler in Ulster angesiedelt. Ulster entwickelte sich dadurch zum Kern englischer Herrschaft in Irland. Zu Beginn des 17. Jahrhunderts kam es zu einem wirtschaftlichen Aufschwung, der ein starkes Bevölkerungswachstum zur Folge hatte. Um ihre Herrschaft über Irland zu sichern, erbauten die Engländer unter Jakob I. Forts und Zitadellen in Städten wie Cork und Kinsale. Die nordirische Stadt Derry wurde 1613 direkt der englischen Hauptstadt London übertragen, befestigt und mit Engländern besiedelt. Ihr Name wurde in Londonderry geändert. Die Gerichte urteilten nach englischem Recht und den Statuten des zentralen irischen Parlaments. Doch die Engländer schafften es nicht, dass die irische Bevölkerung zum protestantischen Glauben übertrat, und nahezu alle Iren hielten an ihren bisherigen Traditionen fest. Es ist noch ungeklärt, warum die Konvertierung der Iren zum Protestantismus fehlschlug. Eine Theorie (von vielen) liegt in den brutalen Methoden, mit denen die englische Krone versuchte, das Land zu befrieden und seine Ressourcen auszubeuten. Ein weiterer Grund könnte die Gegenreformation in Irland gewesen sein – im Jahr 1600 gab es bereits in vielen (katholischen) Ländern Europas sogenannte Irish Colleges – Zentren für den irisch-katholischen Klerus.
Die vor-elisabethanische irische Bevölkerung wird in der Regel in zwei Gruppen unterteilt: die „Old Irish“ (oder Gälen, das heißt die ursprünglichen irischen Siedler) und die „Old English“ (Abkömmlinge der mittelalterlichen hiberno-normannischen Siedler). Diese beiden Gruppen waren historisch bedingt Gegner; die Old English siedelten zum Beispiel im Pale, Süd-Wexford und anderen befestigten Städten, während die Old Irish das übrige Land besiedelten. Im 17. Jahrhundert näherten sich diese beiden Bevölkerungsgruppen (vor allem auf der Elite-Ebene) einander an. Zum Beispiel sprachen die meisten Old English-Lords die irische Sprache und förderten in hohem Maß irische Dichtkunst und Musik. Auch Hochzeiten zwischen beiden Gruppen waren nun üblich. Gegen Ende der Elisabethanischen Eroberung teilten beide Gruppen auch die gleiche, römisch-katholische Religion – im Gegensatz zur protestantischen Besatzungsmacht. In den Jahren zwischen 1603 und 1641 (dem Ausbruch der Rebellion) fühlten sich die katholischen Bevölkerungsgruppen mehr und mehr durch die englische Regierung in Irland unterdrückt, was vor allem an den allerersten Penal Laws lag – sogenannte Strafgesetze, die sich gegen nicht-protestantische Bevölkerungsgruppen richteten.
Die meisten gehobenen Bevölkerungsgruppen waren prinzipiell nicht feindlich gegen die Souveränität des englischen Königs in Irland eingestellt – man wollte jedoch die gehobene Position in der irischen Gesellschaft behalten. Dies wurde aber wegen ihrer abweichenden Religion und der Gefahr, die durch die Ausbreitung der Plantations entstand, verhindert. Die protestantischen Siedler dominierten die irische Regierung und versuchten, immer mehr Land zu enteignen, indem man dessen mittelalterliche Besitztitel in Frage stellte, sowie als Sanktion bei Verstößen gegen den Pflichtbesuch protestantischer Messen. Im Gegenzug wandten sich die irischen Katholiken direkt an die Könige Jakob I. und (ab 1625) Karl I., damit ihre Religion vollständig anerkannt und toleriert würde. Es gab einige Fälle, in denen die Monarchen scheinbar eine Einigung mit den Iren erzielt hatten, im Gegenzug aber höhere Steuern forderten. Trotz erhöhter Zahlungen verschoben die Monarchen die Gleichstellung aber aufgrund innenpolitischen Drucks immer weiter in die Zukunft. Auch der 1632 zum Lord Deputy in Irland ernannte Thomas Wentworth trug nicht zur Beruhigung der irischen Bevölkerung bei, als er weitere Enteignungen ankündigte. Der englische König geriet mit der Zeit in Konflikte mit dem Parlament, das stark von den puritanischen Abgeordneten beeinflusst war. Der Puritanismus war eine Glaubensbewegung, die eine Religion frei von jeglichen katholischen Elementen forderte. Als Karl I. 1641 Wentworth auf Druck des Parlaments hinrichten ließ, fürchteten die katholischen Iren die Durchsetzung gegen sie gerichteter Repressalien durch die puritanischen Parlamentarier.

## Bürgerkrieg und Konföderationskrieg
Die irische Rebellion von 1641 begann als Staatsstreich des katholischen irischen Adels, entwickelte sich aber schnell zu einem Glaubenskrieg zwischen den katholischen Iren und den englischen und schottischen (protestantischen) Siedlern. Die Verschwörer waren eine kleine Gruppe irischer Landbesitzer – hauptsächlich aus der stark von Engländern und Schotten besiedelten Provinz Ulster. Während Hugh MacMahon und Conor Maguire Dublin Castle besetzen wollten, sollten Phelim O’Neill und Rory O’Moore die Stadt Derry und andere nördliche Städte erobern. Der Plan, der am 23. Oktober 1641 ausgeführt werden sollte, beruhte eher auf einem Überraschungseffekt als auf militärischer Stärke. Man hoffte auf die breite Unterstützung durch die Bevölkerung. Doch der Plan der möglichst gewaltfreien Machtübernahme scheiterte bereits, als die Obrigkeit in Dublin von einem Informanten – dem zum Protestantismus konvertierten Owen O’Connolly – von dem Plan erfuhr und Maguire und MacMahon verhaften ließ. O’Neill konnte in der Zwischenzeit allerdings einige Forts einnehmen, indem er behauptete, im Namen des Königs zu handeln. Doch die Situation geriet außer Kontrolle, da die Obrigkeit in Dublin vermutete, es handele sich um einen generellen Aufstand der irisch-katholischen Bevölkerung, die britische und protestantische Siedler massakrieren wollte. Man schickte Kommandanten wir Sir Charles Coote und William St. Leger (beides protestantische Siedler), um die Bevölkerung wieder unter Kontrolle zu bringen, was allerdings in Übergriffen gegen irische Zivilisten mündete.
Zwischenzeitlich führte das Zusammenbrechen der staatlichen Autorität in Ulster ebenfalls zu Angriffen von irischen Einwohnern auf englische und schottische Siedler. Phelim O’Neill und die anderen aufständischen Führer versuchten diese Übergriffe zu verhindern, doch kamen sie nicht gegen die ethnisch motivierte und Jahrzehnte lang unterdrückte Landbevölkerung an. Im Laufe der nächsten Monate griff diese Gewalt auf die ganze Insel über. Viele irische Lords, die Land verloren hatten oder eine Enteignung befürchteten, traten der Rebellion bei und halfen bei den Übergriffen auf protestantische Siedler. Je länger die Rebellion dauerte, desto gewalttätiger wurden die Übergriffe. Wo anfangs nur Prügel und Räubereien herrschten, brannten später Häuser und am Ende wurde gemordet – dies vor allem in Ulster. Der schlimmste Zwischenfall ereignete sich in Portadown, wo dessen protestantische Einwohner zusammengetrieben und auf der Brücke der Stadt massakriert wurden.
Die Zahl der getöteten Protestanten in diesen frühen Monaten der Rebellion ist umstritten. Parlamentarische Pamphlets aus dieser Zeit sprechen von über 100.000 Siedlern, die ihr Leben verloren haben sollen – doch neuere Untersuchungen gehen stark davon aus, dass die tatsächliche Anzahl viel geringer ist. Man vermutet, dass während der gesamten Rebellion bis zu 12.000 Protestanten getötet wurden – die meisten davon starben durch Kälte oder durch Krankheiten, nachdem sie mitten im Winter aus ihren Häusern vertrieben wurden.
Die Verbitterung, die diese Taten auslöste, saß tief – Protestanten aus Ulster gedachten noch zweihundert Jahre später dem Jahrestag der Rebellion (23.10). Bilder dieser Gräueltaten finden sich noch heute im Banner des Oranier-Ordens. Auch heute noch sehen viele die damaligen Taten als Beispiel eines Völkermords. Moderne Historiker betonen, dass die Rebellion von 1641 einen überwältigenden psychologischen Einfluss auf die protestantischen Siedler hinterlassen hat. Während sich vor der Rebellion die Beziehungen zwischen Protestanten und Katholiken eher verbesserten, war das Vertrauen zwischen beiden Bevölkerungsgruppen nach der Rebellion dahin. Im Gegenteil, viele Siedler rächten sich genauso gewalttätig an den katholischen Iren, wenn sie Gelegenheit dazu bekamen. Die Ereignisse der Rebellion trennten erstmals nachhaltig Irland in zwei glaubensabhängige Lager – eine Trennung, die noch heute in Nordirland spürbar ist.

## Oliver Cromwell

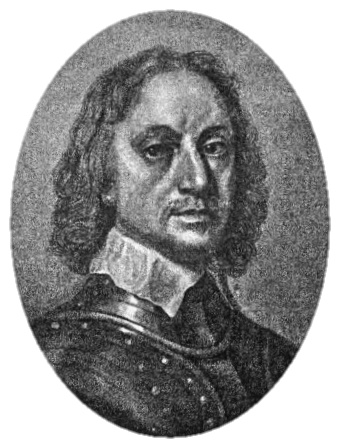
Oliver Cromwell

Durch den Ausbruch des englischen Bürgerkriegs im Jahr 1642 waren keine weiteren englischen Truppen verfügbar, um die Rebellion vollständig unter Kontrolle zu bringen, und so beherrschten die Rebellen weite Teile Irlands. Die katholische Mehrheit gründete daraufhin die Konföderation Irland (1642–1649) und beherrschte diese während der folgenden Kriege der drei Königreiche in Britannien und Irland. Das konföderierte Regime verbündete sich mit Karl I. sowie den englischen Adligen – bis 1649 gab es allerdings keinen formellen Vertrag zwischen ihnen. Hätten die Royalisten den englischen Bürgerkrieg gewonnen, wäre ein autonomer katholisch-irischer Staat vermutlich das Ergebnis gewesen. Doch die Royalisten wurden von den Parlamentariern geschlagen und Karl I. hingerichtet. Damit war der Weg frei für Oliver Cromwell, der von 1649 bis 1653 Irland zurückeroberte. Diese Rückeroberung durch Cromwell war äußerst brutal und geprägt von Gräueltaten wie dem Massaker der royalistischen Garnison bei den Belagerungen von Drogheda im Jahr 1649. Schlimmer noch war die Politik der verbrannten Erde zur Unterdrückung der irischen Guerillakämpfer, die eine landesweite Hungersnot auslöste. Zahlreiche gefangen genommene Aufständische wurden als Sklaven in die Karibik verschifft, während ein erheblicher Teil der gälischstämmigen Grundbesitzer enteignet wurde. Da die Englische Republik Probleme bei der Besoldung ihrer Truppen hatte, bot sie ihren Soldaten als Entschädigung Grundstücke in Irland an. Auf diese Weise kam es zur Niederlassung von mehreren Zehntausend parlamentarischen Veteranen in Irland, die vor allem in Ulster siedelten. Dabei handelte es sich um Angehörige der New Model Army, die mehrheitlich überzeugte Puritaner waren. Viele der enteigneten Iren sahen sich gezwungen, ihr Leben als Outlaws (Gesetzlose) zu bestreiten.
Als Bestrafung für die Rebellion von 1641 wurden nahezu alle Ländereien im Besitz von irischen Katholiken enteignet und britischen Siedlern vermacht. Die verbleibenden katholischen Landbesitzer wurden durch den Act for the Settlement of Ireland 1652 nach Connacht umgesiedelt – aus dieser Zeit stammt die Redewendung To hell or to Connacht (In die Hölle oder nach Connacht). Zusätzlich wurden Katholiken zum Beispiel vom irischen Parlament ausgeschlossen, es war ihnen verboten in Städten zu leben und Protestanten zu heiraten – aber nicht alle diese Regeln wurden strikt durchgesetzt. Zu dieser Zeit starb bis zu einem Drittel der irischen Bevölkerung (400.000 bis 600.000 Menschen).

## Restauration
Mit der Stuart-Restauration in England kam Irland zu einem unruhigen Frieden. Karl II. versuchte vereinzelt katholische Iren durch Ländereien und Ausgleichszahlungen zu beschwichtigen, zum Beispiel durch den Act of Settlement 1662.
1678 kam es durch den sog. Popish Plot zu einem kurzen Aufflackern von anti-katholischen Ausschreitungen. Der popish plot war eine von dem Geistlichen Titus Oates enthüllte vermeintliche katholische Verschwörung zur Ermordung von König Karl II. und zur Einsetzung dessen katholischen Bruders Jakob II. Nonkonformisten unterstützten daraufhin die anglikanische Whig-Partei, die eine große Mehrheit im englischen Unterhaus gewann und 1679 die sog. „Exclusion Bill“ verabschiedete, um James den Anspruch auf den Thron zu verwehren. Die Gesetzesvorlage scheiterte schließlich im Oberhaus, und es wurde bekannt, dass Oates die angebliche Verschwörung erfunden hatte, um die Katholiken in England in Misskredit zu bringen.

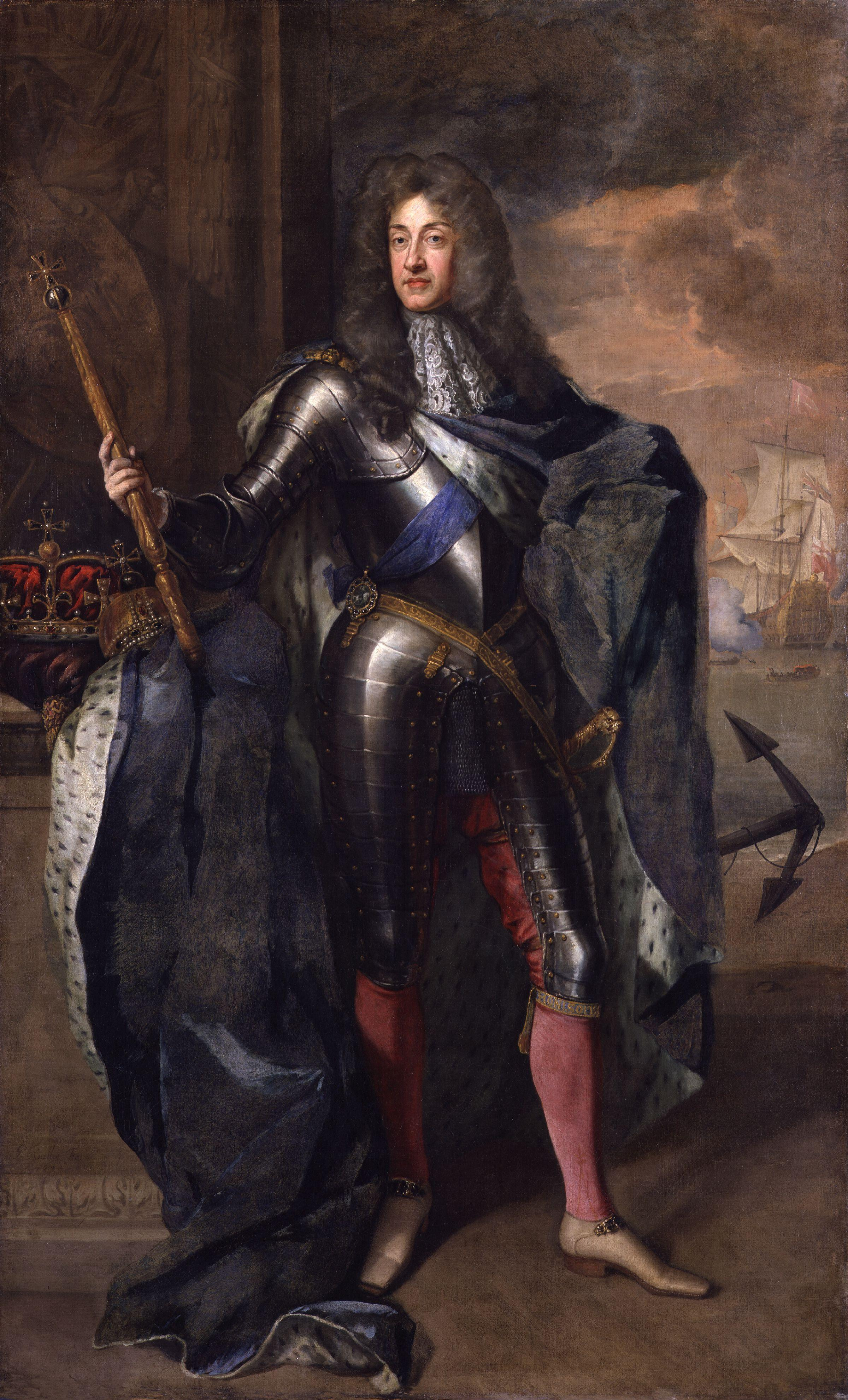
Jakob II.

## Krieg der zwei Könige
Doch bereits eine Generation nach Beginn der Stuart-Restauration wurde die irische Insel zum erneuten Schlachtfeld eines Krieges, als während der Glorreichen Revolution im Jahr 1689 der katholische König Jakob II. durch das englische Parlament abgesetzt und durch Wilhelm III. (Wilhelm von Oranien) ersetzt wurde. Während die irischen Katholiken James unterstützten, um die bereits bestehenden Penal Laws und Landenteignungen aufzuheben, kämpften die protestantischen Siedler für die Erhaltung der englischen Macht in Irland. Richard Talbot, 1. Earl of Tyrconell, von James II. als sein Stellvertreter in Irland ernannt, bildete aus katholischen Iren eine Jakobiten-Armee und besetzte alle strategisch wichtigen Punkte in Irland, mit Ausnahme von Derry, das direkt von seinen Männern belagert wurde.
James, unterstützt vom französischen König Ludwig XIV., landete am 12. Mai 1689 mit französischen Truppen in Irland nahe Kinsale – Wilhelm III. erreichte Irland mit einer multinationalen Armee im gleichen Jahr. Die beiden Könige kämpften im Krieg der zwei Könige (Cogadh an Dá Rí) um den englischen, schottischen und irischen Thron. Schließlich wurde die Jakobiten-Armee besiegt, konnte das Land im Rahmen des Vertrags von Limerick 1691 aber verlassen. Obwohl der Krieg nicht so zerstörerisch war wie der in den 1640er und 1650er Jahren, stellte er aber eine herbe Niederlage für die irischen Landbesitzer dar, die niemals mehr ihre frühere Position innerhalb der irischen Gesellschaft zurückerhalten sollten.

## Penal Laws
Die Protestanten (die nur geschätzte 20–25 % der irischen Bevölkerung stellten) lehnten den relativ liberalen Vertrag von Limerick als fahrlässige Milde gegenüber den „papistischen Rebellen“ ab und trachteten danach, dessen „Versäumnisse“ auf gesetzlichem Wege zu beseitigen. In der Folge (insbesondere von 1695 bis 1709) wurden deshalb eine Reihe antikatholischer Gesetze erlassen, die heute als die Penal Laws („Strafgesetze“) bekannt sind. Abgesehen von einigen Ausnahmen richteten sich diese Gesetze gegen die katholische Kirche und die katholische Oberschicht, betrafen die einfache katholische Bevölkerung jedoch kaum.
Den Auftakt für diese Benachteiligungen bildete bereits das Jahr 1691, als ein Gesetz des englischen Parlaments Katholiken aus allen Staatsämtern, dem Parlament, den Universitäten und dem Militär – in England und auch in Irland – ausschloss. Die Penal Laws des irischen Parlaments begannen 1695, als Katholiken verboten wurde, Waffen und kriegstaugliche Pferde zu besitzen, die katholischen Schulen in Irland geschlossen wurden, und Eltern zudem untersagt wurde, ihre Kinder auf dem Kontinent ausbilden zu lassen. 1697 wurden Katholiken weitgehend aus den Rechtsberufen ausgeschlossen. Im gleichen Jahr wurden Bischöfe und Ordensklerus des Landes verwiesen und deren Einreise verboten. 1704 wurde auch die Einreise von Weltgeistlichen verboten, die bereits im Land befindlichen mussten sich registrieren lassen. Ab 1697 konnten Katholiken kein protestantisches Land durch Heirat, Erbe oder Vormundschaft übernehmen, ab 1704 wurde ihnen auch jeglicher Kauf und die Langzeitpacht untersagt. Außerdem durften sie ihre Güter nicht mehr einem Sohn ungeteilt vererben, sondern mussten sie auf alle Söhne aufteilen, wodurch der Besitz zerstückelt werden sollte. Trat jedoch der älteste Sohn zur anglikanischen Kirche über, erbte er den gesamten Besitz ungeteilt, ja mehr noch: konvertierte er zu Lebzeiten des Vaters, erhielt er den Besitz sofort und der Vater wurde zum Pächter auf Lebenszeit degradiert. Eines der wenigen Penal Laws, die nach 1709 erlassen wurden, war der Entzug des passiven Wahlrechts 1728.
Zu beachten ist jedoch, dass zwischen dem Text der Penal Laws und deren Umsetzung ein gravierender Unterschied bestand.
Was etwa die Kirche betrifft, so hätte die Kombination aus Ausweisung der Bischöfe (Priesterweihe!) und Einreiseverbot für Geistliche das Aussterben der katholischen Hierarchie innerhalb einer Generation zur Folge haben müssen. In der Realität bot sich hingegen ein völlig gegensätzliches Bild. Abgesehen von sporadischer Anwendung, insbesondere in den ersten beiden Jahrzehnten des 18. Jahrhunderts, verkamen die Gesetze mehr und mehr zu einer stillen Drohung, die sicherlich nicht vollkommen ohne Wirkung blieb, die Kirche aber keineswegs daran hinderte, sich überraschend rasch zu konsolidieren.
Die Gesetze gegen Landbesitzer wurden länger angewendet, was dazu geführt hat, dass die Klasse des katholischen Landbesitzers für das 18. Jahrhundert als beinahe ausgestorben (5 %) galt. Jedoch weist einiges darauf hin, dass auch hier die Auswirkungen der Gesetze um einiges geringer waren, als man annehmen könnte und bisher auch annahm. Katholische Landbesitzer bewiesen offenbar ein erstaunliches Geschick darin, einen Teil der Maßnahmen durch halblegale und illegale Mittel (etwa die Abwicklung von Geschäften über protestantische Strohmänner) abzufedern. Zwar muss davor gewarnt werden, die behindernden und demütigenden Maßnahmen gegen die katholische Oberschicht zu sehr zu verharmlosen; die wirtschaftliche Realität bewegte sich jedoch fern des schwarz-weiß-malerischen Images einer Zweiteilung der irischen Gesellschaft in ausbeuterische protestantische Landbesitzer auf der einen und in unterdrückte, katholische Bauern auf der anderen Seite.
Zur tatsächlichen Aufhebung zahlreicher Penal Laws kam es gegen Ende des Jahrhunderts, im Umfeld von Amerikanischem Unabhängigkeitskrieg und Französischer Revolution, einzelne Benachteiligungen hatten jedoch bis ins 19. Jahrhundert Bestand.

## Grattan’s Parlament und die Irish Volunteers

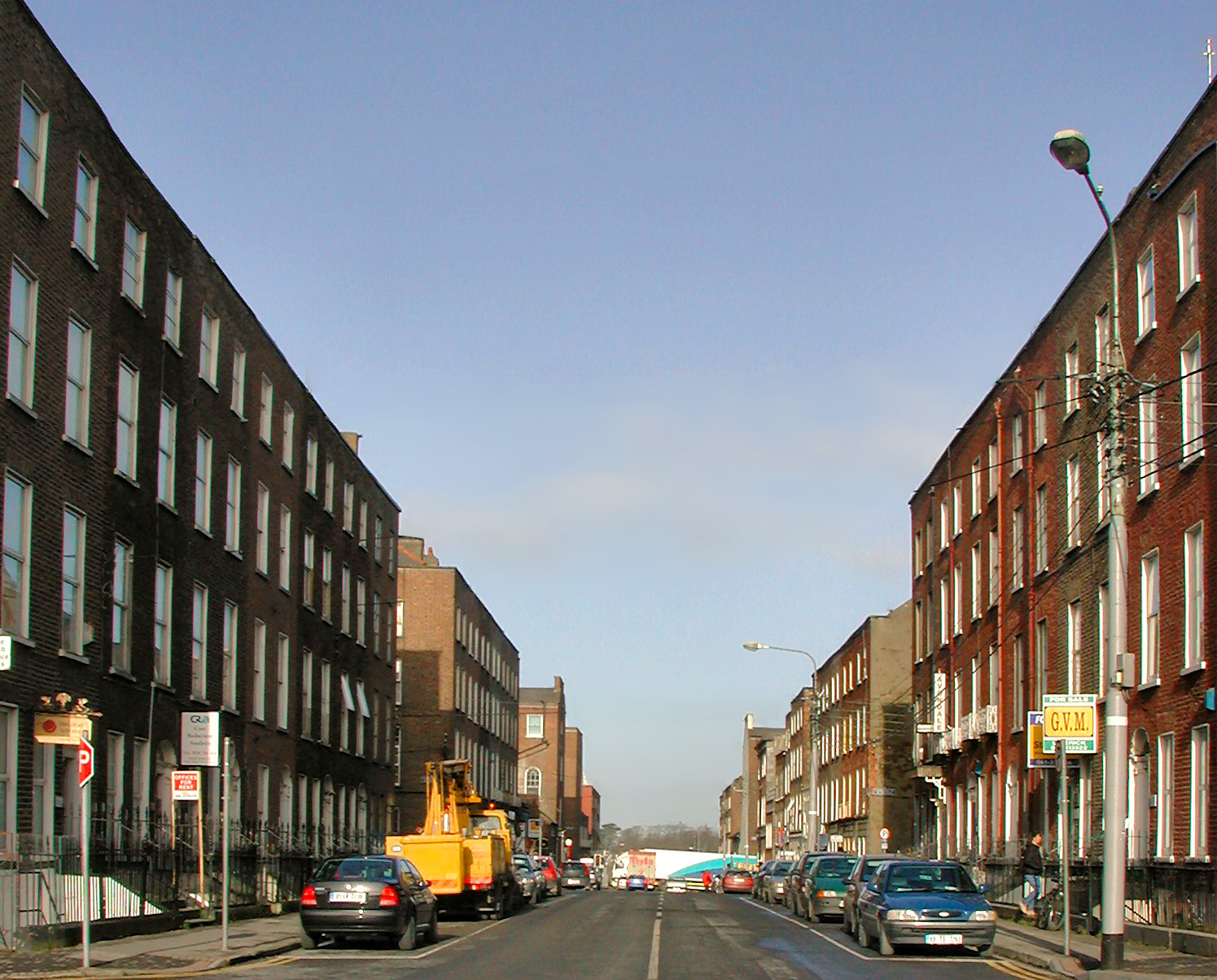
Häuser des 19. Jahrhunderts, Mallowstreet, Limerick

Im späten 18. Jahrhundert sah ein Großteil der protestantischen Elite Irland als ihr Heimatland an. Eine parlamentarische Fraktion unter Henry Grattan strebte nach einer verbesserten Handelsbeziehung zu Großbritannien und vor allem nach der Aufhebung der Strafzölle, die auf irische Produkte in Großbritannien erhoben wurden. Seit dem frühen 18. Jahrhundert kämpften die Parlamentarier auch für eine legislative Unabhängigkeit des irischen Parlaments, vor allem die Zurücknahme des sogenannten Poynings’ Law, das es dem britischen Parlament erlaubte, legislative Gewalt in Irland auszuüben. Viele der Forderungen wurden 1782 erfüllt, als der Freihandel zwischen Großbritannien und Irland eingeführt und das Poynings’ Law abgeschafft wurde.
Als Instrument für die Schaffung der Reformen gelten die Irish Volunteers des 18. Jahrhunderts (nicht zu verwechseln mit den Irish Volunteers des 20. Jahrhunderts). Die Volunteers wurden im Jahr 1778 in Belfast gegründet, um Irland gegen eine feindliche Invasion zu schützen, als ein Großteil der regulären britischen Soldaten im Zuge des Amerikanischen Unabhängigkeitskriegs aus Irland abgezogen wurden. Die Volunteers waren jedoch niemals der Regierung unterstellt, und obwohl sie anfangs loyal gegenüber der britischen Krone waren, wurden sie schnell von politischen Radikalen unterwandert. Schon 1779 hatten die Volunteers unter Lord Charlemont über 100.000 Mitglieder.

## United Irishmen, Rebellion und Act of Union
Doch die Reformen bezüglich der Katholikenemanzipation gerieten ins Stocken, und einige Radikale in Irland blickten auf das militärische Beispiel einer Revolution in Frankreich. Im Jahr 1791 gründete eine kleine Gruppe radikaler Presbyterianer die Society of the United Irishmen. Ursprüngliches Ziel war ein Ende der religiösen Diskriminierung und der Kampf für das Wahlrecht. Die United Irishmen waren sehr bald im ganzen Land zu finden – Republikanismus war hoch aktuell zu dieser Zeit, vor allem in den presbyterianischen Gemeinden in Ulster, die ebenfalls wegen ihrer Religion diskriminiert wurden und die enge Bande zu sog. schottisch-irischen Amerikanern (Scots-Irish American) pflegten, die gegen Großbritannien während der amerikanischen Unabhängigkeitsbewegung kämpften. Auch viele unterdrückte Katholiken, insbesondere in den mittleren Klassen, identifizierten sich mit dieser Idee.
1793 unternahm die Regierung in London mit der Aufhebung vieler penal laws den Versuch, die radikal-republikanische Bewegung in Irland zu stoppen, und 1795 unterstützte die Regierung den Bau der katholischen Universität in Maynooth. Doch all diese Maßnahmen konnten die Situation in Irland nicht beruhigen, da nun auch die ultra-loyalistischen Protestanten unzufrieden waren, dass die Unterdrückung der anderen Glaubensrichtungen gelockert wurde. Dies führte im gleichen Jahr zur Gründung des Oranier-Ordens.
Die United Irishmen, die nun eine bewaffnete Revolution planten, knüpften Verbindungen mit der militanten katholischen Gruppe Defenders, während Wolfe Tone nach Frankreich reiste, um (erfolgreich) für eine militärische Unterstützung zu werben. Im Dezember 1796 erreichte eine französische Armee, 15.000 Mann stark, die Bucht von Bantry. Die Landung schlug allerdings wegen Unentschlossenheit, schlechter Seemannskunst und permanentem Sturm fehl. Eine weitere Hilfsaktion, diesmal im Norden Irlands, scheiterte in der Seeschlacht bei Tory Island.
Zwischenzeitlich versuchte die Regierung, die United Irishmen mit radikaleren Mitteln wie Folter, Hinrichtungen und Verlegung in Straflager zu stoppen. Da die Gegenwehr der Regierung immer mehr zunahm, gingen die United Irishmen dazu über, die Revolte ohne französische Hilfe zu starten. Die ersten Scharmützel der Irischen Rebellion von 1798 fanden am 24. Mai 1798 statt. Als der zentrale Punkt des Plans – die Übernahme von Dublin – fehlschlug, weitete sich die Rebellion, scheinbar planlos, auf das restliche Land aus; zuerst rund um Dublin, dann in den Grafschaften Kildare, Meath, Carlow und Wicklow. Die längsten Kampfhandlungen wurden in der Grafschaft Wexford ausgetragen. Eine kleine Gruppe französischer Soldaten landete in den Killala Bay in der Grafschaft Mayo; dies führte ebenfalls zum Ausbruch der Rebellion in den Grafschaften Leitrim und Longford. Obwohl die Rebellion nach nur drei Monaten niedergeschlagen wurde, kostete sie ca. 30.000 Menschenleben.
Das Ziel der Rebellion, eine glaubensunabhängige Gesellschaft, wurde nicht erreicht – im Gegenteil: Gräueltaten gegen Andersgläubige (auf beiden Seiten) rückten das Ziel in weite Ferne. Regierungstruppen und die Miliz töteten wahllos Katholiken und auch die Rebellen töteten bei diversen Übergriffen unbeteiligte loyalistisch-protestantische Zivilisten.
Teilweise in Reaktion auf die Rebellion wurde die unabhängige irische Regierung am 1. Januar 1801 mit dem Act of Union komplett abgeschafft und Irland dem Königreich Großbritannien angeschlossen, das von nun an Vereinigtes Königreich von Großbritannien und Irland genannt wurde. Das irische Parlament, dominiert von anglikanischen Grundbesitzern, wurde gezwungen, für seine eigene Auflösung zu stimmen. Die katholischen Bischöfe, die Gegner der Rebellion waren, unterstützten die Union mit Großbritannien, um ihrem Ziel, der Katholikenemanzipation, nicht zu schaden.